# Kapuljača
Kapuljača je oblik pokrivala za glavu koje pokriva veći dio glave i vrata, ponekad i cijelo lice, najčešće u svrhu zaštite od štetnih vanjski utjecaja iz okoliša, poput hladnoće, topline ili oborina. Osim u svrhu zaštite, koristi se i kao modni ili praktični dodatak haljina, jaknâ ili uniformâ, a u slučaju viteštva metalni oklop za glavu sa zaštitnom ulogom također predstavlja oblik kapuljače. U nekim slučajevima, poput policijskog privođenja osumnjičenika, kapuljača služi kao zaštita identiteta privođene osobe.

## Oblici kapljača
Razni oblici kapuljača nošeni od strane pripadnika različitih naroda kao dio narodne nošnje ili u različitim prigodama:
- Ženska marama
- Jon Everett Millais, Crvenkapica
- Nadvratnik.
- Pokrivalo kao dio narodne nošnje.
- Portret hodočasnice, Nizozemska 
 (15. stoljeće)
- Pripadnik Ku Klux Klana s bijelim kapuljačama.